# Lucas, Ohio
Lucas là một làng thuộc quận Richland, tiểu bang Ohio, Hoa Kỳ. Năm 2010, dân số của làng này là 615 người.

## Dân số
- Dân số năm 2000: 620 người.
- Dân số năm 2010: 615 người.